# Kiyoji Kubo
Kubo Kiyoji (jap. 喜代二久保, ur. 5 stycznia 1895 w Otaru, zm. po 1940) – japoński lekarz neurolog i psychiatra, neuropatolog, neuoanatom. Od 1920 o 1921 studiował w Zurychu, potem na Uniwersytecie Wiedeńskim. Profesor na Cesarskim Uniwersytecie Keijo w Seulu od 1929 do 1941.

## Prace
- Über den sogenannten Nucleus Postpyramidalis (Cajals)--retropyramidalis (Dejerines)--conterminalis (Ziehens)
- Zur Pathologie des kongenitalen Hydrozephalus
- Beiträge zur Frage der Entwicklungsstörungen des Kleinhirns
- Über unsere Ergebnisse der Insulinshockbehandlung der Schizophrenie naeh Sakel. Psychiatr. et Neur. japonica 41, 553-557, 1937
- Moruhine chūdoku, sono ryōhō. Kanehara, 1940